# Bokseren
Bokseren er en kortfilm fra 2003 instrueret af Daniel Espinosa efter manuskript af Tommy Bredsted, Daniel Espinosa og Johan Melin.